# Frederick William Robertson
Frederick William Robertson, född den 3 februari 1816 i London, död den 5 augusti 1853 i Brighton, var en anglikansk präst och berömd predikant. 
Han inträdde efter mycken tvekan på den prästerliga banan och prästvigdes 1840. Samtidig med Oxfordrörelsen, kände han sig tillbakastött av denna och intog till en början i läran en moderat kalvinistisk ståndpunkt, varmt sympatiserande med den evangelikala, lågkyrkliga riktningen. 
Under sin tjänstgöring i Cheltenham fann han, att han missräknat sig på lågkyrkans religiösa ideal och arbetsmetoder, varför han lämnade sin plats, genomgående en säkerligen länge förberedd religiös kris. Den tyska idealismen (delvis genom Coleridge) och Carlyle spelade därvid en roll; mera betydde en djupgående meditation över Skriften och en oupphörlig inre kamp att lära känna sig själv och få makt över sig själv. Den ståndpunkt han nådde fram till har betecknats som intuitiv-religiös. 
Av den sammanfattning han själv givit av den må följande två satser framhållas: "Andlig sanning fattas blott av anden, ej genom begreppsmässiga slutledningar. Därför skall den förkunnas ej dogmatiskt, utan suggestivt, vända sig till hjärta och inbillningskraft." "Tron på Kristi mänskliga karaktär måste gå före tron på Kristi gudomliga ursprung."
1847 kom Robertson till Trinity chapel i Brighton och vann här snart rykte som en utomordentlig predikant, som under sin predikstol samlade åhörare av alla klasser. Genom sitt geniala grepp vid framställningen av den mänskliga sidan hos Jesus blev han för många en hjälp att komma loss från en teologisk-doktrinär och fram till en personligt upplevd, livfull uppfattning av kristendomen. 
I ord och handling visade han sin djupt kända sympati för den engelska arbetarvärlden i dess betryckta läge på 1840-talet och stod härvid sida vid sida med Maurice och Kingsley. De tre räknas som de mest betydande representanterna för broad church.
Robertson, som hade ett överkänsligt sinne, vilket han dock med all makt sökte stålsätta, rönte mycket motstånd och missförstånd, varigenom hans svaga hälsa totalt undergräves. Hans efter hans död utgivna predikningar har erhållit en enorm spridning, och han är utan gensägelse den mest läste anglikanske predikanten i nyare tiden.